# 集龙乡
集龙乡原为湖南省汝城县下辖乡，2012年4月撤销。撤销时以原集龙乡、益将乡的行政区域为新设集益乡的行政区域，集益乡辖14个建制村、2个居委会，总面积170.03平方公里，总人口1.33万人，乡政府驻益将墟（原益将乡政府驻地）。 

## 行政区划
集龙乡撤销前下辖园凼村、水南村、集龙村、联心村、庾龙村、刘村、联盟村、谭集村共计8个行政村。